# Łukasz Lewandowski
Łukasz Lewandowski (ur. 10 sierpnia 1974 w Gdańsku) – polski aktor teatralny, telewizyjny, radiowy, filmowy i dubbingowy, reżyser polskiego dubbingu. Wykładowca w Akademii Teatralnej w Warszawie.

## Życiorys
Pochodzi z rodziny pedagogów. Trenował aikido, szermierkę i pasjonował się wspinaczkami górskimi. Jego debiutem scenicznym była rola satyra pierwszego w sztuce Stanisława Wyspiańskiego Noc listopadowa. Sceny dramatyczne (1997) w reżyserii Jerzego Grzegorzewskiego na scenie Teatru Narodowego, gdzie występował w latach 1998–2005. W 1998 roku ukończył studia na wydziale aktorskim warszawskiej Akademii Teatralnej im. Aleksandra Zelwerowicza. Jest także absolwentem podyplomowych studiów PR na Uniwersytecie Warszawskim. Występował w Teatrze Atelier im. Agnieszki Osieckiej w Sopocie (2000) i Teatrze Dramatycznym w Warszawie (2007). Ostatnio można go zobaczyć na deskach Teatru Praga w Jaskiniowcu Roba Beckera w reżyserii Dainiusa Kazlauskasa.
Po raz pierwszy trafił na szklany ekran w telewizyjnej adaptacji powieści Edmunda Niziurskiego Sposób na Alcybiadesa (1998) u boku Andrzeja Nejmana, Małgorzaty Foremniak i Aleksandry Woźniak. Stał się znany z roli organisty Piotra w serialu TVP1 Ojciec Mateusz (2008). Bardzo często współpracuje z radiem, jego głos jest również obecny w polskiej wersji wielu filmów, m.in. jako głos Zgredka w Harrym Potterze.
Od 2008 roku jest również reżyserem dubbingu.
Jest mężem polsko-kanadyjskiej aktorki Magdaleny Alexander-Mickiewicz.
Jest taternikiem i wieloletnim członkiem Klubu Wysokogórskiego (KW) Warszawa.

## Filmografia

### Filmy kinowe
- 1997: Kochaj i rób co chcesz – żandarm
- 1998: Spona – Marcin Ciamciara „Ciamcia”
- 2000: Nie ma zmiłuj – Tomek Kowal „Szczena”
- 2000: Obscuratio – chłopak
- 2001: Pieniądze to nie wszystko – kelner w okularach na gali small-biznesu
- 2001: Casus belli
- 2002: Kariera Nikosia Dyzmy – Klemens Poraziński, asystent „Nikosia” w „Polskim Cukrze”
- 2020: 25 lat niewinności. Sprawa Tomka Komendy – prokurator Robert Tomankiewicz

### Filmy telewizyjne
- 2004: Polskie miłości – Tadzio, syn Biesagi

### Seriale telewizyjne/Internet
- 1997: Sposób na Alcybiadesa – Marcin Ciamciara „Ciamcia”
- 2000–2001: Przeprowadzki – Józuś, pracownik firmy Szczygła
- 2002–2005: Baśnie i bajki polskie – Królewicz Młody, Zając, Jędrek
- 2003: Psie serce – głos psa Rejna
- 2004: Fala zbrodni – chemik Stefan
- 2004: Cudownie ocalony – Tadzio
- 2005: Biuro kryminalne – Robert Podgórski
- 2005: Boża podszewka II – ksiądz Czesław
- 2006: Oficerowie – Dylu
- 2007–2009: Pierwsza miłość – Damian, psycholog
- 2008: Trzeci oficer – Dylu
- 2008–2014: Ojciec Mateusz – kościelny Piotr Derlacki
- 2013: Prawo Agaty – Prawnik Młotkowski
- 2016: Belfer – Patolog
- 2017: Ucho Prezesa – Marszałek Sejmu (odc. 7, 26, 27)

### Polski dubbing
- 2022: Królik Bugs: nowe konstrukcje – Królik Bugs
- 2018–2020: Kicia to nie kot – Król Baryłka
- 2017: Odlotowe wyścigi – Dick Dastardly
- 2015: Obiekt schizofrenia – Plus, Pentagon, Trójkąt, Termostat
- 2011: Magiczny duet – Karsh WarBurton
- 2010: Harry Potter i Insygnia Śmierci, Część 1 – Zgredek
- 2010: Różowa Pantera i przyjaciele – Mrówek
- 2009: Geronimo Stilton – Pułapek
- 2008: Gormiti – Razzle
- 2008: Stich!
- 2008: Niezwykła piątka na tropie
- 2008: WALL·E – M-O
- 2008: Garfield: Festyn humoru – Shecky
- 2008: Dzwoneczek – Pompon
- 2007: Mroczne przygody Klanu na drzewie – Numer 2
- 2007: Power Rangers: Operacja Overdrive – Tyzonn
- 2007: Zaczarowana
- 2007: Miejskie szkodniki – Kim Jong-Shril (odc. 3)
- 2006: Pokémon: Diament i Perła – Meowth
- 2006: Yin Yang Yo! –
  - Carl,
  - Fuj,
  - kamerdyner Mistrza Nocy,
  - Flaviour,
  - Gampi Damplestein,
  - Tęczusia,
  - Małż starszy (odc. 45)
- 2006: Monster Warriors – Luke
- 2006: Bakugan: Młodzi wojownicy – Hydranoid
- 2006: Krowy na wypasie – Pik
- 2005–2007: Podwójne życie Jagody Lee – Taylor
- 2005: Power Rangers S.P.D. –
  - Boom,
  - Dru
- 2005: B-Daman – Joshua
- 2005: A.T.O.M. Alpha Teens On Machines –
  - Shark,
  - Jeden z braci Cannonball (odc. 3),
  - Rayza (odc. 30-32),
  - Hawk (jedna kwestia – błąd dubbingu, odc. 45)
- 2005: Garbi: super bryka – Ray Peyton Jr.
- 2005: Magiczna karuzela – Bartosz
- 2005: Bill i Ben – Ben
- 2004–2007: Danny Phantom – Poindexter
- 2004: Rybki z ferajny
- 2004: Terminal
- 2004: Mickey: Bardziej bajkowe święta
- 2004: Scooby Doo i potwór z Loch Ness – Del
- 2004: Pupilek – Ian
- 2004: Iniemamocni – Tony
- 2004: Baśniowy świat 5 – Mała Mysz
- 2003–2006: Bracia Koala – Benio
- 2003–2005: Młodzi Tytani –
  - Napraw (odc. 5),
  - Sami (odc. 11),
  - Obcy pies (odc. 15),
  - Kontroler (odc. 18),
  - Zwinny (odc. 22)
- 2003: Baśniowy świat 3 – Amos
- 2002–2007: Naruto –
  - Mizuki,
  - Ebisu,
  - Shikamaru Nara,
  - Gaara,
  - Chōji Akimichi (I seria),
  - Inoichi Yamanaka (seria IV)
- 2002–2005: Co nowego u Scooby’ego?
- 2002–2004: Fillmore na tropie –
  - Danny O’Farell,
  - Niki (odc. 4),
  - Tio (odc. 6)
- 2002: Kryptonim: Klan na drzewie –
  - Numer 13 (M.A.K.A.R.O.N.),
  - Numer 2 (odc. 69-78; Operacja: W.Y.W.I.A.D.)
- 2002: Harry Potter i Komnata Tajemnic – Zgredek
- 2002–2005: Looney Tunes: Maluchy w pieluchach – Sylwester
- 2002–2003: Psie serce – głos psa Rejna
- 2001–2004: Samuraj Jack – Ninja (odc. 36)
- 2000–2006: Słowami Ginger – Carl
- 1999–2003: Nieustraszeni ratownicy
- 1999–2000: Twipsy – Nick
- 1998–2000: I pies, i wydra
- 1998: Przygody Kuby Guzika – Smok Nepomuk
- 1998: Świąteczny bunt
- 1996–2004: Hej Arnold! – Harold
- 1992–1998: Batman – Sidney DeBris
- 1989–1992: Karmelowy obóz – różne głosy, przede wszystkim Chester
- 1988–1991: Szczeniak zwany Scooby Doo – Ryży Śledziuch
- 1978: Władca Pierścieni – Frodo Baggins
- 1965–1968: Atomrówek – Atomrówek

### Reżyseria dubbingu
- 2015: W głowie się nie mieści
- 2014: Witaminator: Podniebny as
- 2014: Wakacje z trupami
- 2014: Star Wars: Rebelianci
- 2014: Strange Hill High
- 2013: Uniwersytet potworny
- 2013: Blog na cztery łapy
- 2012: Wkręty z górnej półki
- 2011: W jak wypas
- 2011: Akwalans
- 2010: Szesnaście życzeń
- 2010: Zeke i Luther – Próba sił
- 2010: Czytaj i płacz
- 2010: Zeke i Luther (II seria)
- 2010: Konkurs kulinarny
- 2009: Książę i żebrak – hollywoodzka opowieść
- 2008: Mała Syrenka: Dzieciństwo Ariel

### Reżyseria słuchowisk
- 2012: Pinokio
- 2012: Antygona
- 2012: Opowieść wigilijna
- 2012: Alicja w Krainie Czarów
- 2010: Scooby Doo: Klątwa Kleopatry
- 2010: Scooby Doo: Piraci, ahoj!
- 2010: Aloha, Scooby Doo
- 2010: Brzydkie kaczątko
- 2010: Śpiąca królewna
- 2010: Calineczka
- 2010: Kopciuszek
- 2010: Bazyliszek
- 2010: Piotruś Pan
- 2010: Kot w butach
- 2010: Jaś i Małgosia
- 2010: Tomcio Paluch
- 2010: Opowieść wigilijna
- 2010: Pan Twardowski
- 2010: Królewna Śnieżka
- 2010: O wawelskim smoku
- 2010: Mała syrenka
- 2010: Królowa śniegu
- 2010: Czerwony Kapturek
- 2010: O czterech muzykantach z Bremy
- 2010: O Wandzie, co Niemca nie chciała

## Odznaczenia, nagrody i wyróżnienia
- 1998: wyróżnienie Jury II XVI Festiwalu Szkół Teatralnych w Łodzi za rolę Wujaszka Wani[1] (rola dyplomowa, AT w Warszawie) w przedstawieniu Człowiek to coś więcej niż żarcie w reżyserii Mariusza Benoit
- 2011: Feliks Warszawski za najlepszą drugoplanową rolę męską – kreację Jurka w spektaklu Amazonia Teatru na Woli
- 2011: Nagroda na IV Festiwalu Teatralnym „Boska Komedia” w Krakowie za najlepszą rolę męską – za rolę Iwana w spektaklu Bracia Karamazow Teatru Provisorium
- 2011: Brązowy Krzyż Zasługi[2]
- 2013: Nagroda aktorska na 13. Festiwalu Teatru Polskiego Radia i Teatru Telewizji Polskiej „Dwa Teatry” w Sopocie za rolę męską w kategorii spektakli Teatru TV – rolę Iwana w lubelskim spektaklu Bracia Karamazow w reżyserii Janusza Opryńskiego oraz za rolę Drugiego mężczyzny w spektaklu Iluzje w reżyserii Agnieszki Glińskiej[3]
- 2013: Nagroda im. Aleksandra Zelwerowicza za najlepsza kreację aktorską przyznaną przez redakcję miesięcznika „Teatr” za rolę Koczkariewa w Ożenku
- 2014: Nagroda na 14. Festiwalu Teatru Polskiego Radia i Teatru Telewizji Polskiej „Dwa Teatry” w Sopocie za drugoplanową rolę męską w słuchowisku Abrakadabra
- 2016: Nagroda im. Jana Wilkowskiego na XXIII Międzynarodowym Festiwalu Teatrów Lalek Spotkania w Toruniu za zespołową kreację aktorską w spektaklu Ćwiczenia stylistyczne
- 2017: nagroda dla najlepszego aktora na XXXVII Warszawskich Spotkaniach Teatralnych za rolę w spektaklu Punkt Zero. Łaskawe
- 2018: Nagroda dla najlepszego aktora Festiwalu Dramaturgii Współczesnej „Rzeczywistość przedstawiona” -  za rolę Jakuba w Historia Jakuba w Teatrze Dramatycznym w Warszawie
- 2018: Wyróżnienie aktorskie na 58. Kaliskich Spotkaniach Teatralnych za rolę Mariana/Jakuba w spektaklu Historia Jakuba z Teatru Dramatycznego w Warszawie
- 2020: III Nagroda Aktorska na 60. Kaliskich Spotkaniach Teatralnych za rolę Stańka w Proteście w reż. Aldony Figury, przedstawieniu Teatru Dramatycznego w Warszawie
- 2021: Nagroda im. Krzysztofa Zaleskiego za reżyserię słuchowiska Spalenie Joanny
- 2022: Nagroda aktorska w 28. Ogólnopolskim Konkursie na Wystawienie Polskiej Sztuki Współczesnej za rolę w spektaklu Sztuka intonacji z Teatru Dramatycznego w Warszawie
- 2022: II Nagroda Aktorska na 62. Kaliskich Spotkaniach Teatralnych za rolę Jerzego w spektaklu Sztuka intonacji z Teatru Dramatycznego w Warszawie
- 2022: Nagroda im. Aleksandra Zelwerowicza za rolę Ucznia/Jerzyka w Sztuce intonacji w Teatrze Dramatycznym w Warszawie
- 2023: Nagroda na 22. Festiwalu Teatru Telewizji Polskiej i Teatru Polskiego Radia „Dwa Teatry” w Zamościu za reżyserię słuchowiska Taki, co umiera
- 2023: Brązowy Medal „Zasłużony Kulturze Gloria Artis”[4]
- 2023: Najlepszy aktor na Międzynarodowym Festiwalu Sztuk Przyjemnych i Nieprzyjemnych za rolę ucznia/Jerzyka w Sztuce intonacji w Teatrze Dramatycznym w Warszawie
- 2024: Wyróżnienie na Festiwalu Sztuki Aktorskiej Teatropolis w Łodzi za rolę w Historii Jakuba w Teatrze Ateneum im. Stefana Jaracza w Warszawie
- 2024: Srebrny Krzyż Zasługi

Źródło:.